# Morris C8
Morris Commercial C8 FAT (Field Artillery Tractor) byl britský dělostřelecký tahač z druhé světové války. Do služby byl zaveden roku 1938. Vyrobeno bylo více než 10 000 kusů. Tahač se osvědčil za druhé světové války. Využívala jej i Československá samostatná obrněná brigáda ve Velké Británii. Nasazen ještě v korejské válce. Jeden exemplář vozidla se nachází ve sbírkách Vojenského historického ústavu Praha.

## Historie

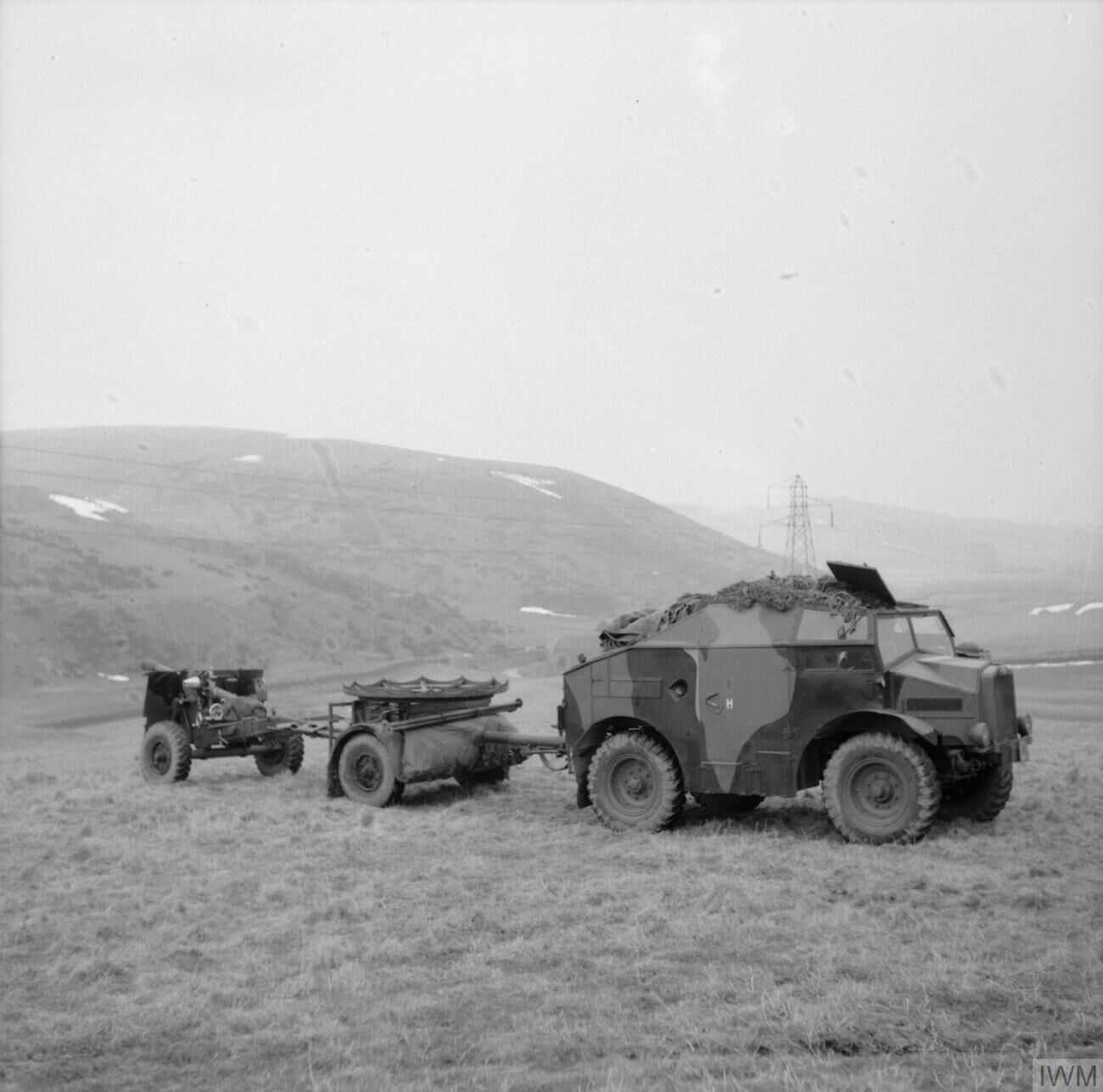
Morris C8

Vozidlo bylo vyvinuto na přelomu let 1937 a 1938 v rámci soutěže na dělostřelecký tahač pro tažení polních děl. Mezi požadavky patřilo, aby dělostřelecký tahač zároveň přepravoval obsluhu dělat a munici. V soutěži zvítězila společnost GUY s upraveným vozidlem Ant, protože však neměla dostatečnou výrobní kapacitu, byla oslovena společnost firma Morris Commercial Cars Ltd., jejíž dělostřelecký tahač na podvozku nákladního automobilu Morris Commercial C byl roku 1939 zaveden pod označením Morris Commercial C-8 FAT. Vyrobeno bylo asi 4000 kusů verzí Mk.I a Mk.II a 6000 kusů verze Mk.III. Verze Mk.III měla podvariantu (1500 kusů) s odlišnou nástavbou částečně krytou plachtou a čtyřmístnou kabinou.

## Popis

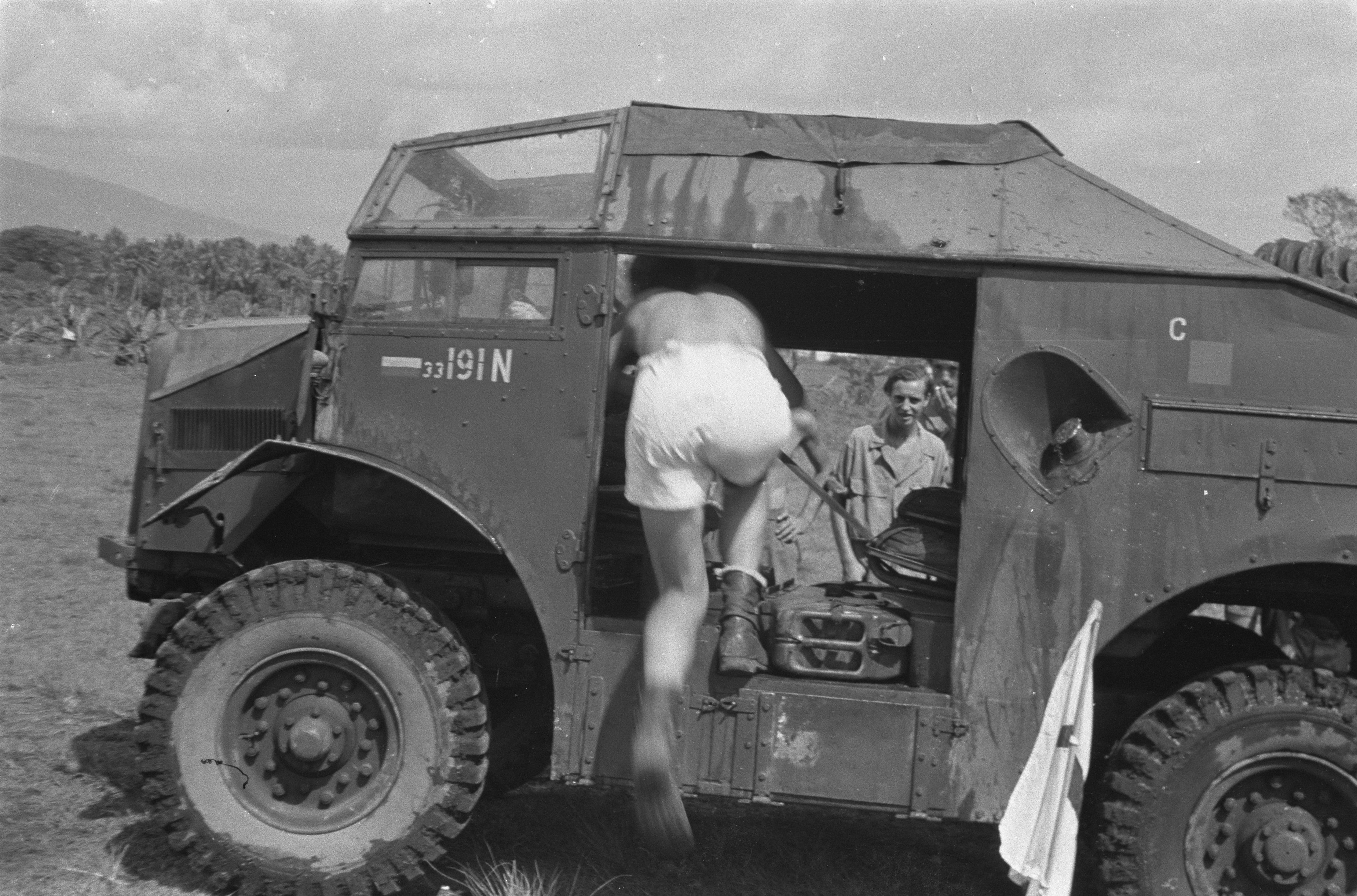
Nizozemský Morris C8 nasazený roku 1947 v Indonésii

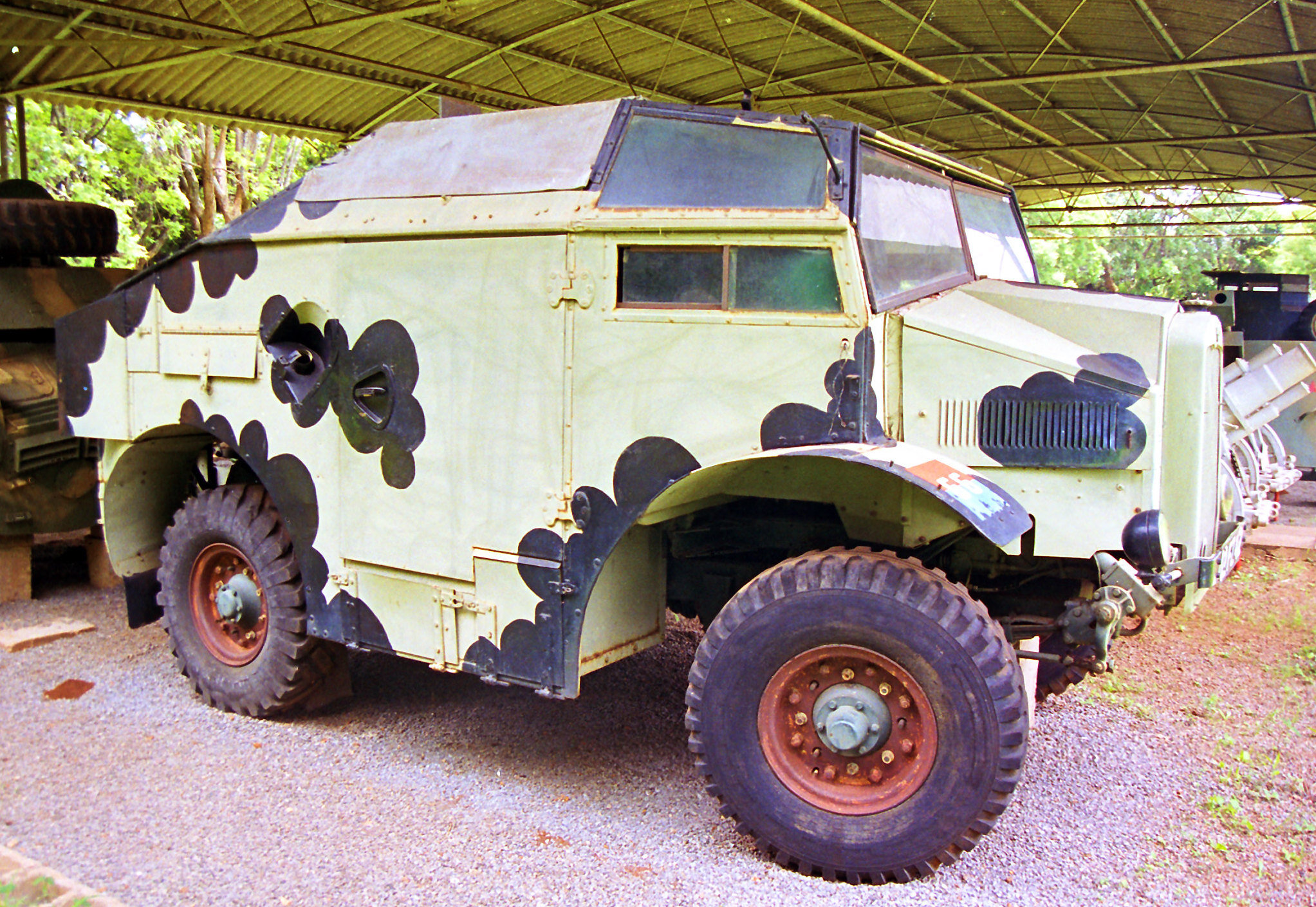
Morris C8

Morris C8 využíval podvozek třičtvrtětunového nákladního automobilu Morris Commercial C. Karoserie měla charakteristický hrbatý tvar. Uvnitř bylo místo pro šest osob. Poháněl jej kapalinou chlazený zážehový čtyřválec Morris Commercial EH o výkonu 52 kW (70 k) při 3 000 ot/min.

## Technické údaje
- Hmotnost (pohotovostní): 3302 kg
- Hmotnost (celková): 5690 kg
- Délka: 4,49 m
- Šířka: 2,21 m
- Výška: 2,26 m
- Osádka: 1 + 5
- Motor: Morris EH
- Výkon: 52 kW (70 k)
- Rychlost: 80 km/h
- Dojezd: 260 km